# Püsyan
Püsyan è un comune dell'Azerbaigian situato nel distretto di Şərur.